# Adenostyles
Adenostyles is een geslacht uit de composietenfamilie (Asteraceae). De soorten komen voor in de gematigde klimaatzone op het noordelijk halfrond, voornamelijk in Europa en Klein-Azië. 

## Soorten
- Adenostyles alliariae (Gouan) A.Kern.
- Adenostyles alliariifolia
- Adenostyles alpina (L.) Bluff & Fingerh.
- Adenostyles briquetii Gamisans
- Adenostyles dubia Rchb.f.
- Adenostyles leucophylla  (Willd.) Rchb.
- Adenostyles macrophylla (M.Bieb.) Czerep.
- Adenostyles platyphylloides (Sommier & Levier) Czerep.
- Adenostyles rhombifolia (Willd.) Pimenov
- Adenostyles similiflorus (Kolak.) Konechn.

## Hybriden
- Adenostyles × canescens